# Pseudodaphnella rottnestensis
Pseudodaphnella rottnestensis é uma espécie de gastrópode do gênero Pseudodaphnella, pertencente a família Raphitomidae.